# Həsənli (Tovuz)
Həsənli è un comune dell'Azerbaigian situato nel distretto di Tovuz. Conta una popolazione di 988 abitanti.